# Note Hull

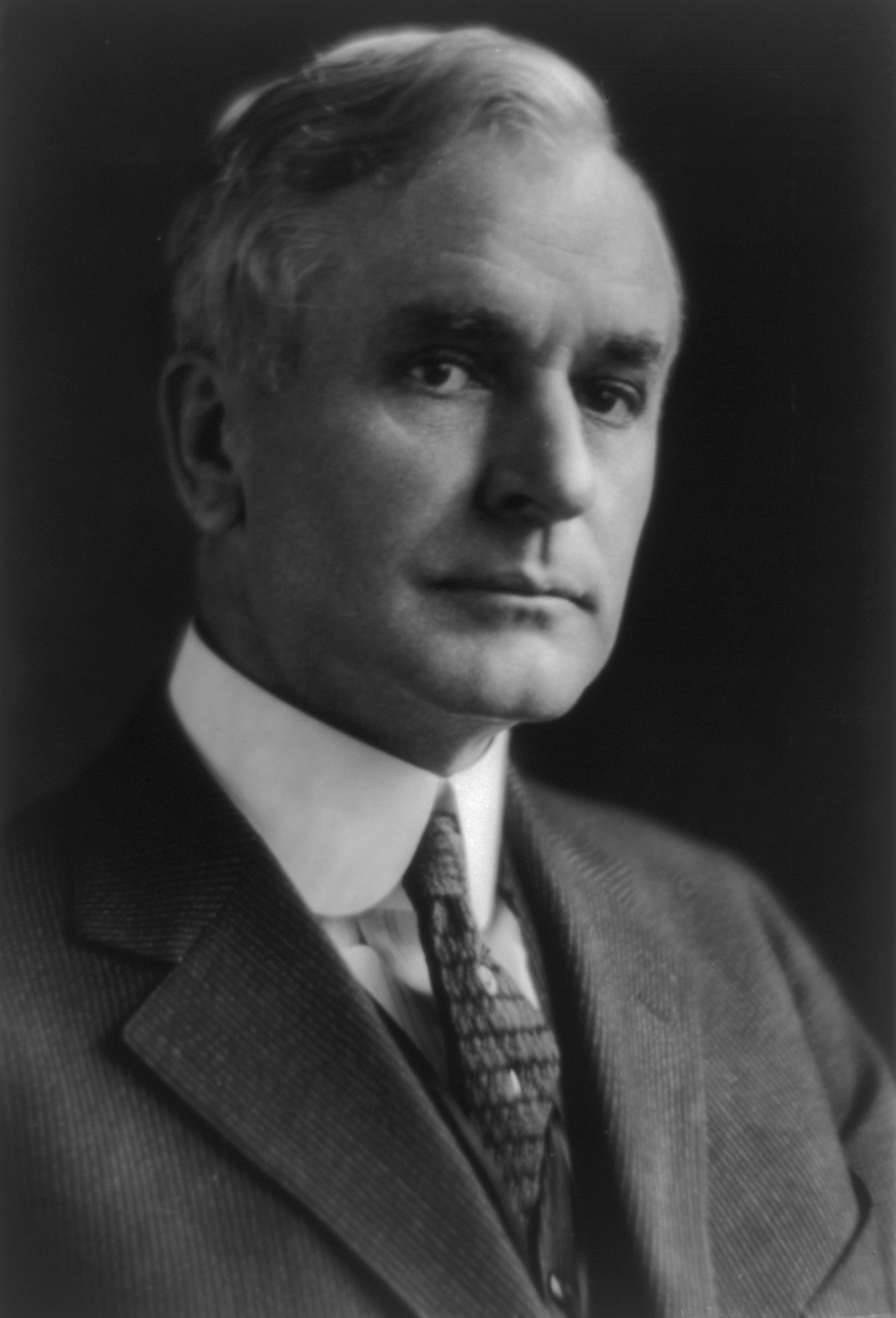
Cordell Hull.

La note Hull, ou officiellement « Schéma d'une base proposée pour un accord entre les États-Unis et le Japon », est la dernière proposition de négociation envoyée par les États-Unis à l'empire du Japon le 26 novembre 1941 juste avant l'attaque de Pearl Harbor (7 décembre 1941) et la déclaration de guerre entre les deux pays (8 décembre 1941). Elle tient son nom de Cordell Hull, secrétaire d'État des États-Unis.

## Contexte
Les États-Unis expriment leur opposition à l'occupation de plusieurs parties de la Chine par les forces japonaises durant la guerre sino-japonaise et soutiennent le gouvernement nationaliste de Tchang Kaï-chek. En juillet 1941, des troupes japonaises occupent la partie sud de l'Indochine française en violation d'un accord tacite. Des bombardiers japonais sont rapidement basés à Saigon et au Cambodge d'où ils peuvent attaquer la Malaisie britannique. Immédiatement après cette occupation militaire, le gouvernement américain impose des sanctions économiques au Japon comme le gel des actifs japonais se trouvant aux États-Unis et l'embargo de l'exportation de pétrole vers le Japon.
Le 5 novembre 1941, l'empereur Hirohito approuve, lors d'une conférence impériale, la décision d'attaquer Pearl Harbor. Au même moment, le gouvernement japonais fait un dernier effort pour arriver à une solution diplomatique sur ses différends avec les États-Unis. L'ambassadeur Kichisaburō Nomura présente deux propositions au gouvernement américain.
La première, proposition A, présentée le 6 novembre 1941, propose de mettre fin à la guerre sino-japonaise avec un retrait partiel des troupes japonaises. Cependant, comme les renseignements militaires américains avaient déchiffré certains codes diplomatiques japonais, ils savaient qu'il existait une seconde proposition si la première échouait. Le gouvernement américain rejeta ainsi cette proposition le 14 novembre 1941.
Le 20 novembre 1941, Nomura présente la proposition B qui offre un retrait des forces japonaises du sud de l'Indochine si les États-Unis acceptent de stopper leur aide aux nationalistes chinois, de geler les déploiements militaires en Asie du Sud-Est (à l'exception de renforts du Japon au nord de l'Indochine), de fournir le Japon avec une « nécessaire quantité de pétrole », et d'aider le Japon à acquérir de l'équipement des Indes orientales néerlandaises. Les États-Unis comptent alors faire une contre-offre à cette proposition qui comprend également un envoi mensuel d'essence pour usage civil. Cependant, le président Franklin D. Roosevelt reçoit un mémo du service d'espionnage sur les plans militaires du Japon et des nouvelles que des navires de troupes japonaises sont en route pour l'Indochine. Il considère que les Japonais ne sont pas sincères dans ces négociations et demande au secrétaire Hull d'abandonner la contre-proposition.

## La note
Le 25 novembre 1941, Henry Lewis Stimson, secrétaire à la Guerre des États-Unis, note dans son journal intime qu'il a discuté avec le président Roosevelt de la forte probabilité que le Japon lance une attaque surprise, et que la question est « comment devons-nous les manipuler [les Japonais] pour qu'ils ouvrent le feu en premier sans mettre trop en danger les nôtres,? ».
Le lendemain, le 26 novembre 1941, Cordell Hull présente la note Hull à l'ambassadeur japonais, avec parmi les conditions le retrait complet des troupes japonaises de l'Indochine française et de Chine. Elle ne fait néanmoins aucune référence au Manchoukouo, où vivent déjà des centaines de milliers de civils japonais. Le premier ministre du Japon Hideki Tōjō déclare à son Cabinet que « c'est un ultimatum ».
La force destinée à attaquer Pearl Harbor est envoyée en mer la veille, le matin du 26 novembre 1941, heure du Japon. Elle peut être rappelée à tout moment mais aucun progrès diplomatique n'est fait et, le 1er décembre, l'empereur Hirohito approuve, durant une conférence impériale, la guerre contre les États-Unis, le Royaume-Uni et les Pays-Bas, qui commence avec l'attaque sur Pearl Harbor, la Malaisie britannique, et les Philippines.
Jonathan Daniels, assistant du président Roosevelt à l'époque, commente la réaction de Roosevelt à l'annonce de l'attaque japonaise sur Pearl Harbor : « Le coup a été plus dur qu'il espérait être nécessaire... Mais les risques ont porté leurs fruits ; même la perte vaut le prix ».
Plusieurs commentateurs japonais modernes affirment que la note était destinée à pousser le Japon à attaquer et que ce n'est pas l'agresseur dans la guerre du Pacifique. Toshio Tamogami (en), ancien chef de la force aérienne d'autodéfense japonaise, est limogé par le gouvernement japonais en 2008 pour avoir exprimé cette opinion.
Enfin, il convient de remarquer que la note Hull ne fut pas écrite par Hull lui-même, mais par Harry White, qui était, d'après Hamilton Fish III un espion soviétique ! Toujours d'après celui-ci, personne au Congrès n'était au courant qu'un message aussi provocateur était délivré aux Japonais. Il tenait cette information des fichiers du Projet Venona, l'un des plus sensibles et plus secrets programmes de contre-espionnage de l'histoire des États-Unis, qui ne fut déclassifié qu'en 1995. D'après les informations du projet, de nombreux espions soviétiques ont joué un rôle important pour contraindre l'Empire du Japon à entrer en guerre contre les États-Unis, et finalement, dans les conséquences de cet affrontement fatidique.